# 下岩崎站
下岩崎站（日语：／ Shimo Iwasaki eki */?）是位於岐阜縣岐阜市，名古屋鐵道高富線的鐵道車站（廢站）。

## 歷史
在1913年，高富線的前身長良輕便鐵道路線開通，此站啟用。當初站名為戶羽川站（日语：／），在1934年改名為下岩崎站，同時鄰站繼子涮站改名為戶羽川站。高富線在戰後由於開始機動化，加上高富線的運輸能力比巴士弱，因此在1960年全線廢除，此站也同時廢除。
- 1913年（大正2年）12月25日 - 長良輕便鐵道長良北町站至高富站之間開通，戶羽川站啟用[3][4][5]。
- 1915年（大正4年）11月20日 - 長良輕便鐵道與美濃電氣軌道（日语：美濃電気軌道）市內線互相連接。在11月26日起開始直通運輸[4]。
- 1920年（大正9年）9月10日 - 長良輕便鐵道合併至美濃電氣鐵道，成為美濃電氣鐵道高富線的車站[4]。
- 1930年（昭和5年）8月20日 - 美濃電氣軌道與名古屋鐵道（第一代。同年中改名為名岐鐵道，在1935年起再改名為名古屋鐵道）合併。成為名古屋鐵道高富線的電車站[4]。
- 1934年（昭和9年）7月26日 - 車站改名為下岩崎站。同日，繼子涮站改名為戶羽川站[1]。
- 1948年（昭和23年）11月1日前 - 成為無人車站[6]。
- 1960年（昭和35年）4月22日 - 隨著高富線全線廢除，此站也被廢除[4]。

## 車站構造
截至車站廢除前，此站是地面車站，設有2面2線的相對式月台。此站設有列車交會設備和候車室。

## 相鄰車站
名古屋鐵道
高富線
高見－下岩崎－戶羽川

## 注腳
1. 1 2  . 鐵道Forum.   [2016-07-10]. （原始内容存档于2023-05-06） （日语）.
2. ↑  . 鄉土出版社. 1997: 24. ISBN 4-87670-097-4 （日语）.
3. ↑  「軽便鉄道運輸開始」《官報》1914年1月12日（國立國會圖書館數碼化資料）
4. 1 2 3 4 5  . 鄉土出版社. 1997: 219–230. ISBN 4-87670-097-4 （日语）.
5. ↑  今尾惠介（監修）.  7 東海. 新潮社. 2008: 53. ISBN 978-4-10-790025-8 （日语）.
6. ↑  名古屋鉄道広報宣伝部（編）. . 名古屋鐵道. 1994: 884 （日语）.